# Трентон (Іллінойс)
Трентон (англ. Trenton) — місто (англ. city) в США, в окрузі Клінтон штату Іллінойс. Населення — 2690 осіб (2020).

## Географія
Трентон розташований за координатами 38°36′25″ пн. ш. 89°40′50″ зх. д. / 38.60694° пн. ш. 89.68056° зх. д. (38.607000, -89.680500).  За даними Бюро перепису населення США в 2010 році місто мало площу 3,40 км², уся площа — суходіл.

## Демографія
Згідно з переписом 2010 року, у місті мешкало 2715 осіб у 1163 домогосподарствах у складі 737 родин. Густота населення становила 799 осіб/км².  Було 1228 помешкань (361/км²).
Расовий склад населення:
| - 97,3 % — білих - 0,7 % — азіатів - 0,5 % — чорних або афроамериканців - 0,1 % — вихідців з тихоокеанських островів - 0,1 % — корінних американців |

До двох чи більше рас належало 0,9 %. Частка іспаномовних становила 1,7 % від усіх жителів.
За віковим діапазоном населення розподілялося таким чином: 22,1 % — особи молодші 18 років, 61,1 % — особи у віці 18—64 років, 16,8 % — особи у віці 65 років та старші. Медіана віку мешканця становила 40,8 року. На 100 осіб жіночої статі у місті припадало 97,2 чоловіків;  на 100 жінок у віці від 18 років та старших — 94,1 чоловіків також старших 18 років.
Середній дохід на одне домашнє господарство  становив 81 274 долари США (медіана — 63 621), а середній дохід на одну сім'ю — 90 878 доларів (медіана — 76 736). Медіана доходів становила 46 750 доларів для чоловіків та 35 125 доларів для жінок. За межею бідності перебувало 8,5 % осіб, у тому числі 12,7 % дітей у віці до 18 років та 3,8 % осіб у віці 65 років та старших.
Цивільне працевлаштоване населення становило 1432 особи. Основні галузі зайнятості: освіта, охорона здоров'я та соціальна допомога — 22,0 %, роздрібна торгівля — 14,7 %, виробництво — 12,4 %.

## Персоналії
- Трем Карр (1891-1946) — американський кінопродюсер.